# Le Cuisinier impérial
Le Cuisinier impérial es una enciclopedia culinaria escrita por André Viard y originalmente publicada en 1806, siendo una importante obra literaria de su tiempo sobre la alta cocina francesa y un manual de referencia para el chef profesional francés a lo largo del siglo xix. El nombre completo es «El cocinero imperial, o el arte de cocinar y hornear para todas las fortunas, con cómo servir una mesa para veinte a sesenta cubiertos» (en francés: Le Cuisinier impérial, ou L'art de faire la cuisine, et la pâtisserie, pour toutes les fortunes, avec la manière de servir une table depuis vingt jusqu'à soixante couverts). El libro es un resumen sistemático de casi todos los grandes libros de cocina europeos, tanto de los que le precedieron y como de los contemporáneos a él.
Se tiene constancia de al menos treinta y dos ediciones de esta enciclopedia, siendo la última de 1875. A partir de su novena edición (1817), fue intitulada como Le Cuisinier royal, y a partir de la vigésimo segunda edición (1852), como Le Cuisinier national. Estos cambios en el título son un reflejo de los cambios de régimen de Francia; la restauración borbónica y la Segunda República respectivamente. No se debe confundir con otro libro de igual nombre pero más antiguo, Le Cuisinier royal et bourgeois de François Massialot (1691).
André Viard, quien se autodenominaba Homme de Bouche (‘hombre de boca’, de buen paladar), fue el jefe de cocina de Louis Philippe, conde de Ségur y de Francis Egerton, 8º conde de Bridgewater. El coautor Fouret apareció en las ediciones de la década de 1820. Viard era un cocinero reputado en la Francia decimonónica que rivalizó con Marie-Antoine Carême, autor de L'Art de la cuisine française au dix-neuvième siècle (1833).
Le Cuisinier impérial fue editado por J.-N. Barba, siendo una de sus superventas. Una traducción alemana fue publicada como Viard und Fourets Universal-Kochbuch (Stuttgart, Carl Hoffmann, 1827). Una segunda edición fue acreditada a Catharina Löffler, Pariser Kochbuch (Stuttgart, Weise and Stoppani, 1829).